# (576) Emanuela
(576) Emanuela – planetoida z grupy pasa głównego asteroid okrążająca Słońce w ciągu 5 lat i 56 dni w średniej odległości 2,98 j.a. Została odkryta 22 września 1905 roku w Landessternwarte Heidelberg-Königstuhl, w Heidelbergu przez Paula Götza. Nazwa planetoidy pochodzi od imienia przyjaciółki odkrywcy. Przed jej nadaniem planetoida nosiła oznaczenie tymczasowe (576) 1905 RF.